# Xavier Montrouzier
R.P. Xavier Montrouzier  (Montpellier, 3 de dezembro de 1820 - Sud, 6 de maio de 1897) foi um religioso marista, botânico, zoólogo e explorador francês .
Explorou e estudou a flora e a fauna da Melanésia, principalmente em Nova Caledónia .

## Homenagens
Várias espécies botânicas e zoológicas foram nomeadas em sua honra, entre elas: 
- (Euphorbiaceae) Phyllanthus montrouzieri Guillaumin & Guillaumin
- (Lecythidaceae) Barringtonia montrouzieri Vieill.
- (Meliaceae) Aglaia montrouzieri Pierre ex Pellegr.
- (Papilionidae) Papilio montrouzieri Boisduval